# Episodi di Lontano da te
La prima stagione della serie televisiva italo-spagnola Lontano da te (Lejos de ti), composta da 4 episodi, è stata trasmessa in prima visione in Italia ogni domenica in prima serata su Canale 5 dal 9 giugno al 30 giugno 2019. La serie è stata replicata su Canale 5 per 9 puntate, ogni sabato pomeriggio dal 18 aprile al 13 giugno 2020 dalle 14:05 alle 15:05.
In Spagna, composta da 7 episodi, è stata trasmessa su Telecinco ogni mercoledì alle 22:45 dall'8 aprile al 20 maggio 2020.
| nº Italia | Titolo italiano | Titolo italiano       | Prima TV Italia | nº Spagna | Titolo spagnolo     | Prima TV Spagna |
| nº Italia | In chiaro       | In streaming          | Prima TV Italia | nº Spagna | Titolo spagnolo     | Prima TV Spagna |
| --------- | --------------- | --------------------- | --------------- | --------- | ------------------- | --------------- |
| 1         | Prima puntata   | Ci vediamo domani     | 9 giugno 2019   | 1         | Hasta mañana        | 8 aprile 2020   |
| 1         | Prima puntata   | Stammi lontano        | 9 giugno 2019   | 2         | Quédate lejos de mi | 15 aprile 2020  |
| 2         | Seconda puntata | Riempi un vuoto       | 16 giugno 2019  | 3         | Llenar un vacío     | 22 aprile 2020  |
| 2         | Seconda puntata | Arrivi                | 16 giugno 2019  | 4         | Llegadas            | 29 aprile 2020  |
| 3         | Terza puntata   | Partenze              | 23 giugno 2019  | 5         | Salidas             | 6 maggio 2020   |
| 3         | Terza puntata   | Se chiamare           | 23 giugno 2019  | 6         | Si llamando         | 13 maggio 2020  |
| 4         | Quarta puntata  | Ricominciamo di nuovo | 30 giugno 2019  | 7         | Empecemos de nuevo  | 20 maggio 2020  |

## Prima puntata

### Ci vediamo domani
- Titolo spagnolo: Hasta mañana

#### Trama
- Ascolti Italia: telespettatori 2 496 000 – share 12,90%[6].
- Ascolti Spagna: telespettatori 2 465 000 – share 14,6%[7].

### Stammi lontano
- Titolo spagnolo: Quédate lejos de mi

#### Trama
- Ascolti Italia: telespettatori 2 496 000 – share 12,90%[6].
- Ascolti Spagna: telespettatori 1 941 000 – share 12,7%[8].

## Seconda puntata

### Riempi un vuoto
- Titolo spagnolo: Llenar un vacío

#### Trama
- Ascolti Italia: telespettatori 1 656 000 – share 8,90%[9].
- Ascolti Spagna: telespettatori 1 727 000 – share 11,8%[10].

### Arrivi
- Titolo spagnolo: Llegadas

#### Trama
- Ascolti Italia: telespettatori 1 656 000 – share 8,90%[9].
- Ascolti Spagna: telespettatori 1 664 000 – share 11,4%[11].

## Terza puntata

### Partenze
- Titolo spagnolo: Salidas

#### Trama
- Ascolti Italia: telespettatori 1 491 000 – share 9,10%[12].

### Se chiamare
- Titolo spagnolo: Si llamando

#### Trama
- Ascolti Italia: telespettatori 1 491 000 – share 9,10%[12].
- Ascolti Spagna: telespettatori 1 290 000 – share 10,9%[13].

## Quarta puntata

### Ricominciamo di nuovo
- Titolo spagnolo: Empecemos de nuevo

#### Trama
- Ascolti Italia: telespettatori 1 337 000 – share 8,40%[14].
- Ascolti Spagna: telespettatori 1 345 000 – share 9,6%[15].